# Харківський інститут бізнесу та менеджменту
Харківський інститут бізнесу та менеджменту — приватний вищий навчальний заклад III рівня акредитації, розташований у Харкові.

## Структура, спеціальності
Інститут готує фахівців з таких спеціальностей, як:
- Фінанси й кредит;
- Облік й аудит;
- Маркетинг;
- Управління персоналом й економіка праці;
- Менеджмент організацій.

Кафедри інституту:
- Економіки і фінансів;
- Обліку та аудіту;
- Маркетингу;
- Управління персоналом і менеджменту;
- Математики і інформатики;
- Гуманітарних дисциплін.

## Керівництво
- Бондаренко Михайло Іванович — ректор, професор, кандидат економічних наук, член-кореспондент Академії економічних наук України, академік міжнародної кадрової академії, заслужений економіст України
- Чигрінов Василій Іванович — І проректор, професор, член-кореспондент міжнародної кадрової академії, заслужений працівник освіти України
- Уваров Олег Васильович — проректор з навчальної роботи, професор, кандидат фізико-математичних наук, заслужений працівник освіти України